# Jašteričie jazero
Jašteričie jazero je největší krasové jezero na Slovensku. Nachází se ve Slovenském krasu, na Silické planině v nadmořské výšce 587 m, v katastru obce Silica v okrese Rožňava. Má rozlohu 1,22 ha. Je dlouhé maximálně 200 m a široké 127 m.

## Vodní režim
Jezero vzniklo ucpáním dna krasové jámy (závrtu). Na severozápadní straně jezera sa nachází činný ponor nad jeho hladinou. Vodu jím z jezera odtéká, když se hladina zvedne nad úroveň ponoru. Voda v jezeře je v současnosti značně znečistěná, bez vyšších forem života. Zarůstá řasami a vodním rostlinstvem.